# Austria ai Giochi della XXX Olimpiade
L'Austria ha partecipato ai Giochi della XXX Olimpiade di Londra, che si sono svolti dal 27 luglio al 12 agosto 2012, con una delegazione di 70 atleti.

## Atletica leggera
| Atleta             | Gara            | Batterie         | Batterie         | Quarti | Quarti | Semifinali | Semifinali | Finale | Finale |
| Atleta             | Gara            | Tempo            | Pos.             | Tempo  | Pos.   | Tempo      | Pos.       | Tempo  | Pos.   |
| ------------------ | --------------- | ---------------- | ---------------- | ------ | ------ | ---------- | ---------- | ------ | ------ |
| Andreas Vojta      | 1500 m maschili | 3:43:530         | 12°              |        |        |            |            |        |        |
| Günther Weidlinger | maratona        | non classificato | non classificato |        |        |            |            |        |        |

Eventi concorsi
| Atleta        | Evento           | Qualificazioni | Qualificazioni | Finale | Finale      |
| Atleta        | Evento           | Misura         | Posizione      | Misura | Posizione   |
| ------------- | ---------------- | -------------- | -------------- | ------ | ----------- |
| Gerhard Mayer | Lancio del disco | 60,81          | 14°            | non    | qualificato |

### Donne
Corse, gare femminili
| Beate Schrott | 100 m ostacoli | 13:090  | 1°  | 12:830 2° 13:070 8° | 12:830 2° 13:070 8° | 12:830 2° 13:070 8° | 12:830 2° 13:070 8° | 12:830 2° 13:070 8° | 12:830 2° 13:070 8° |
| Andrea Mayr   | maratona       | 2:34:51 | 54° |                     |                     |                     |                     |                     |                     |

Eventi concorsi
| Atleta          | Evento                 | Qualificazioni | Qualificazioni | Finale | Finale      |
| Atleta          | Evento                 | Misura         | Posizione      | Misura | Posizione   |
| --------------- | ---------------------- | -------------- | -------------- | ------ | ----------- |
| Elisabeth Eberl | Lancio del giavellotto | 49.66          | 17°            | non    | qualificata |

Eptathlon
| Prova                  | Ivona Dadic | Ivona Dadic | Ivona Dadic |
| Prova                  | Risultato   | Punti       | Pos.        |
| ---------------------- | ----------- | ----------- | ----------- |
| 100 metri ostacoli     |             | 898         | 7°          |
| Salto in alto          |             | 674         | 16°         |
| Getto del peso         |             | 674         | 16°         |
| 200 metri              |             | 953         | 6°          |
| Salto in lungo         |             | 850         | 7°          |
| Lancio del giavellotto |             | 702         | 10°         |
| 800 metri              |             | 880         | 2°          |
| Totale                 |             | 5935        | 25°         |

## Badminton
Maschile
| Atleta              | Evento  | Girone               | Girone               | Girone     | Ottavi di Finale     | Quarti di Finale     | Semifinale           | Finale               | Finale     |
| Atleta              | Evento  | Avversario Punteggio | Avversario Punteggio | Classifica | Avversario Punteggio | Avversario Punteggio | Avversario Punteggio | Avversario Punteggio | Classifica |
| ------------------- | ------- | -------------------- | -------------------- | ---------- | -------------------- | -------------------- | -------------------- | -------------------- | ---------- |
| Michael Lahnsteiner | Singolo | Santoso              | Must P 14–21 18–21   |            |                      |                      |                      |                      |            |

Femminile
| Atleta         | Evento  | Girone               | Girone               | Girone     | Ottavi di Finale     | Quarti di Finale     | Semifinale           | Finale               | Finale     |
| Atleta         | Evento  | Avversario Punteggio | Avversario Punteggio | Classifica | Avversario Punteggio | Avversario Punteggio | Avversario Punteggio | Avversario Punteggio | Classifica |
| -------------- | ------- | -------------------- | -------------------- | ---------- | -------------------- | -------------------- | -------------------- | -------------------- | ---------- |
| Simone Prutsch | Singolo | Cheng S-C            | Yiğit P 18-21 10-21  |            |                      |                      |                      |                      |            |

## Canoa Kayak

### Velocità
Femminile
| Atleta                           | Evento    | Batterie | Batterie   | Semifinali | Semifinali | Finale | Finale     |
| Atleta                           | Evento    | Tempo    | Classifica | Tempo      | Classifica | Tempo  | Classifica |
| -------------------------------- | --------- | -------- | ---------- | ---------- | ---------- | ------ | ---------- |
| Yvonne Schuring Viktoria Schwarz | K-2 500 m |          |            |            |            |        |            |

### Slalom
Maschile
| Atleta          | Evento | Qualificazioni | Qualificazioni | Qualificazioni | Qualificazioni | Qualificazioni | Qualificazioni | Semifinali | Semifinali | Semifinali | Finale   | Finale | Finale     | Totale | Classifica |  |
| Atleta          | Evento | 1° Manche      | Class.         | 2° Manche      | Class.         | Totale         | Class.         | Penalità   | Tempo      | Class.     | Penalità | Tempo  | Classifica | Totale | Classifica |  |
| --------------- | ------ | -------------- | -------------- | -------------- | -------------- | -------------- | -------------- | ---------- | ---------- | ---------- | -------- | ------ | ---------- | ------ | ---------- |  |
| Helmut Oblinger | K-1    | 88.81          | 5              | 92.66          | 14             | 88.81          | 10 Q           |            |            |            |          |        |            |        |            |  |

Femminile
| Atleta         | Evento | Qualificazioni | Qualificazioni | Qualificazioni | Qualificazioni | Qualificazioni | Qualificazioni | Semifinali | Semifinali | Semifinali | Finale   | Finale | Finale     | Totale | Classifica |
| Atleta         | Evento | 1° Manche      | Class.         | 2° Manche      | Class.         | Totale         | Class.         | Penalità   | Tempo      | Class.     | Penalità | Tempo  | Classifica | Totale | Classifica |
| -------------- | ------ | -------------- | -------------- | -------------- | -------------- | -------------- | -------------- | ---------- | ---------- | ---------- | -------- | ------ | ---------- | ------ | ---------- |
| Corinna Kuhnle | K-1    |                |                |                |                |                |                |            |            |            |          |        |            |        |            |

## Ciclismo

### Ciclismo su strada
Maschile
| Atleta         | Evento                  | Tempo   | Classifica |
| -------------- | ----------------------- | ------- | ---------- |
| Bernhard Eisel | Corsa in linea maschile | 5:46:37 | 36°        |
| Daniel Schorn  | Corsa in linea maschile | 5:46:37 | 81°        |

### Mountain Bike
Maschile
| Atleta             | Evento        | Tempo | Classifica |
| ------------------ | ------------- | ----- | ---------- |
| Alexander Gehbauer | Cross-country |       |            |
| Karl Markt         | Cross-country |       |            |

Femminile
| Atleta        | Evento        | Tempo | Classifica |
| ------------- | ------------- | ----- | ---------- |
| Elisabeth Osl | Cross-country |       |            |

## Equitazione
Dressage
| Atleta               | Cavallo  | Evento      | Round 1   | Round 1    | Round 2   | Round 2    | Round 2          | Round 2    | Finale    | Finale     | Finale           | Finale     |
| Atleta               | Cavallo  | Evento      | Punteggio | Classifica | Punteggio | Classifica | Punteggio totale | Classifica | Punteggio | Classifica | Punteggio totale | Classifica |
| -------------------- | -------- | ----------- | --------- | ---------- | --------- | ---------- | ---------------- | ---------- | --------- | ---------- | ---------------- | ---------- |
| Victoria Max-Theurer | Augustin | Individuale |           |            |           |            |                  |            |           |            |                  |            |
| Renate Voglsang      | Fabriano | Individuale |           |            |           |            |                  |            |           |            |                  |            |

Concorso completo
| Atleta        | Cavallo | Evento      | Dressage | Dressage   | Cross-country | Cross-country | Salto ostacoli | Salto ostacoli | Salto ostacoli | Salto ostacoli | Totale   | Totale     |
| Atleta        | Cavallo | Evento      | Dressage | Dressage   | Cross-country | Cross-country | Qualificazione | Qualificazione | Finale         | Finale         | Totale   | Totale     |
| Atleta        | Cavallo | Evento      | Penalità | Classifica | Penalità      | Classifica    | Penalità       | Classifica     | Penalità       | Classifica     | Penalità | Classifica |
| ------------- | ------- | ----------- | -------- | ---------- | ------------- | ------------- | -------------- | -------------- | -------------- | -------------- | -------- | ---------- |
| Harald Ambros | Quick   | Individuale |          |            |               |               |                |                |                |                |          |            |

## Ginnastica

### Ginnastica artistica
Maschile
| Atleta            | Evento               | Attrezzo  | Attrezzo     | Attrezzo | Attrezzo | Attrezzo  | Attrezzo | Qualificazioni | Qualificazioni | Finale          | Finale          |
| Atleta            | Evento               | Volteggio | Corpo libero | Cavallo  | Anelli   | Parallele | Sbarra   | Totale         | Classifica     | Totale          | Classifica      |
| ----------------- | -------------------- | --------- | ------------ | -------- | -------- | --------- | -------- | -------------- | -------------- | --------------- | --------------- |
| Fabian Leimlehner | Concorso individuale | 14.966    | 12.966       | 12.100   | 13.633   | 14.200    | 13.533   | 81.398         | 39°            | Non qualificato | Non qualificato |

Femminile
| Atlete         | Evento               | Attrezzo  | Attrezzo     | Attrezzo               | Attrezzo | Qualificazione | Qualificazione | Finale | Finale     |
| Atlete         | Evento               | Volteggio | Corpo libero | Parallele asimmetriche | Trave    | Totale         | Classifica     | Totale | Classifica |
| -------------- | -------------------- | --------- | ------------ | ---------------------- | -------- | -------------- | -------------- | ------ | ---------- |
| Barbara Gasser | Concorso individuale |           |              |                        |          |                |                |        |            |

### Ginnastica ritmica
Femminile
| Atleta         | Evento               | Qualificazione | Qualificazione | Qualificazione | Qualificazione | Qualificazione | Qualificazione | Finale  | Finale | Finale | Finale | Finale | Finale     |
| Atleta         | Evento               | Cerchio        | Palla          | Clavi          | Nastro         | Totale         | Classifica     | Cerchio | Palla  | Clavi  | Nastro | Totale | Classifica |
| -------------- | -------------------- | -------------- | -------------- | -------------- | -------------- | -------------- | -------------- | ------- | ------ | ------ | ------ | ------ | ---------- |
| Caroline Weber | Concorso individuale |                |                |                |                |                |                |         |        |        |        |        |            |

## Judo
Maschile
| Atleta          | Evento | 32-esimi              | 16-esimi              | Ottavi               | Quarti di finale     | Semifinali           | 1º Turno ripescaggi  | 2º Turno ripescaggi  | Finale               | Finale          |
| Atleta          | Evento | Avversario Risultato  | Avversario Risultato  | Avversario Risultato | Avversario Risultato | Avversario Risultato | Avversario Risultato | Avversario Risultato | Avversario Risultato | Classifica      |
| --------------- | ------ | --------------------- | --------------------- | -------------------- | -------------------- | -------------------- | -------------------- | -------------------- | -------------------- | --------------- |
| Ludwig Paischer | −60 kg | Gnahoui V (0100–0000) | Sobirov P (0210–0000) | Non qualificato      | Non qualificato      | Non qualificato      | Non qualificato      | Non qualificato      | Non qualificato      | Non qualificato |

Femminile
| Atleta            | Evento | 32-esimi             | 16-esimi             | Ottavi               | Quarti di finale     | Semifinali           | 1º Turno ripescaggi  | 2º Turno ripescaggi  | Finale               | Finale     |
| Atleta            | Evento | Avversario Risultato | Avversario Risultato | Avversario Risultato | Avversario Risultato | Avversario Risultato | Avversario Risultato | Avversario Risultato | Avversario Risultato | Classifica |
| ----------------- | ------ | -------------------- | -------------------- | -------------------- | -------------------- | -------------------- | -------------------- | -------------------- | -------------------- | ---------- |
| Sabrina Filzmoser | −57 kg |                      | Melançon             |                      |                      |                      |                      |                      |                      |            |
| Hilde Drexler     | −63 kg |                      | Zouak                |                      |                      |                      |                      |                      |                      |            |

## Lotta
Greco-Romana
| Atleta           | Evento | Qualificazione       | Ottavi               | Quarti               | Semifinale           | Ripescaggio Turno 1  | Ripescaggio Turno 2  | Finale               | Classifica |
| Atleta           | Evento | Avversario Risultato | Avversario Risultato | Avversario Risultato | Avversario Risultato | Avversario Risultato | Avversario Risultato | Avversario Risultato | Classifica |
| ---------------- | ------ | -------------------- | -------------------- | -------------------- | -------------------- | -------------------- | -------------------- | -------------------- | ---------- |
| Amer Hrustanovic | −84 kg |                      |                      |                      |                      |                      |                      |                      |            |

## Nuoto e sport acquatici

### Nuoto
Maschile
| Atleta                                                        | Evento               | Batteria | Batteria   | Semifinale      | Semifinale      | Finale          | Finale          |
| Atleta                                                        | Evento               | Tempo    | Classifica | Tempo           | Classifica      | Tempo           | Classifica      |
| ------------------------------------------------------------- | -------------------- | -------- | ---------- | --------------- | --------------- | --------------- | --------------- |
| David Brandl                                                  | 200 m stile libero   | 1:49.00  | 27         | Non qualificato | Non qualificato | Non qualificato | Non qualificato |
| Sebastian Stoss                                               | 200 m dorso          |          |            |                 |                 |                 |                 |
| Hunor Mate                                                    | 200 m rana           |          |            |                 |                 |                 |                 |
| Dinko Jukić                                                   | 100 m farfalla       |          |            |                 |                 |                 |                 |
| Dinko Jukić                                                   | 200 m farfalla       | 1:54.79  | 1          | 1:54.95         | 6               |                 |                 |
| Markus Rogan                                                  | 200 m misti          |          |            |                 |                 |                 |                 |
| David Brandl Florian Janistyn Markus Rogan Christian Scherübl | 4×200 m stile libero |          |            |                 |                 |                 |                 |

Femminile
| Atleta             | Evento             | Batteria | Batteria   | Semifinale      | Semifinale      | Finale          | Finale          |
| Atleta             | Evento             | Tempo    | Classifica | Tempo           | Classifica      | Tempo           | Classifica      |
| ------------------ | ------------------ | -------- | ---------- | --------------- | --------------- | --------------- | --------------- |
| Jördis Steinegger  | 200 m stile libero | 2:02.39  | 29         | Non qualificata | Non qualificata | Non qualificata | Non qualificata |
| Jördis Steinegger  | 400 m misti        | 4:45.80  | 23         |                 |                 | Non qualificata | Non qualificata |
| Nina Dittrich      | 800 m stile libero |          |            |                 |                 |                 |                 |
| Birgit Koschischek | 100 m farfalla     | 1:00.54  | 37         | Non qualificata | Non qualificata | Non qualificata | Non qualificata |
| Lisa Zaiser        | 200 m misti        | 2:14:56  | 19         | Non qualificata | Non qualificata | Non qualificata | Non qualificata |

### Nuoto sincronizzato
| Atleta                   | Evento | Programma tecnico (Preliminari) | Programma tecnico (Preliminari) | Programma libero (Preliminari) | Programma libero (Preliminari) | Programma libero (Preliminari) | Programma libero (Preliminari) | Programma libero (Finale) | Programma libero (Finale) |
| Atleta                   | Evento | Punti                           | Classifica                      | Punti                          | Classifica                     | Punti totali                   | Classifica                     | Punti                     | Classifica                |
| ------------------------ | ------ | ------------------------------- | ------------------------------- | ------------------------------ | ------------------------------ | ------------------------------ | ------------------------------ | ------------------------- | ------------------------- |
| Nadine Brandl Livia Lang | Duo    |                                 |                                 |                                |                                |                                |                                |                           |                           |

## Pallavolo

### Beach volley
Maschile

#### Fase gironi
| 29/07/2012 | 11.00 | Cerutti – Rego         | 2 - 1 | Doppler – Horst | (19-21, 21-17, 16-14') | Horse Guards Parade |
| 31/07/2012 | 20:00 | Lupo - Nicolai         | 0 - 2 | Doppler – Horst | ( - , - )              | Horse Guards Parade |
| 02/08/2012 | 20:00 | Bellaguarda – Heuscher | 2 - 0 | Doppler – Horst | ( - , - )              | Horse Guards Parade |

| posiz | squadra                           | G | W | P | Sv | Sp | Pf | Ps | Pts |
| ----- | --------------------------------- | - | - | - | -- | -- | -- | -- | --- |
| 1     | Doppler – Horst (Austria)         |   |   |   |    |    |    |    |     |
| 1     | Cerutti – Rego (Brasile)          |   |   |   |    |    |    |    |     |
| 1     | Lupo - Nicolai (Italia)           |   |   |   |    |    |    |    |     |
| 1     | Bellaguarda – Heuscher (Svizzera) |   |   |   |    |    |    |    |     |

## Pentathlon moderno
Maschile
| Atleta        | Evento   | Tiro a segno | Scherma | Nuoto | Equitazione | Corsa | Totale Punti | Classifica |
| ------------- | -------- | ------------ | ------- | ----- | ----------- | ----- | ------------ | ---------- |
| Thomas Daniel | maschile |              |         |       |             |       |              |            |

## Scherma
Maschile
| Atleta           | Evento               | Preliminari          | 16-esimi             | Ottavi               | Quarti di finale     | Semifinale           | Finale               | Finale     |
| Atleta           | Evento               | Avversario Punteggio | Avversario Punteggio | Avversario Punteggio | Avversario Punteggio | Avversario Punteggio | Avversario Punteggio | Classifica |
| ---------------- | -------------------- | -------------------- | -------------------- | -------------------- | -------------------- | -------------------- | -------------------- | ---------- |
| Roland Schlosser | Fioretto individuale |                      | Lei S. 9-15          |                      |                      |                      |                      |            |

## Tennis
Maschile
| Jürgen Melzer                | Singolo | Marin Čilić | P 0-2 (6-7, 2-6) | Non qualificato          | Non qualificato       | Non qualificato              | Non qualificato        | Non qualificato | Non qualificato | Non qualificato | Non qualificato | Non qualificato | Non qualificato | Non qualificato |                 |                 |
| Jürgen Melzer Alexander Peya | Doppio  |             |                  | Andy Murray Jamie Murray | V 2-1 (5-7, 7-6, 7-5) | David Ferrer Feliciano López | P 1-2 (3-6, 6-3, 9-11) | Non qualificati | Non qualificati | Non qualificati | Non qualificati | Non qualificati | Non qualificati | Non qualificati | Non qualificati | Non qualificati |

Femminile
| Atleta        | Evento  | 64-esimi     | 64-esimi         | 32-esimi        | 32-esimi        | 16-esimi        | 16-esimi        | Quarti di finale | Quarti di finale | Semifinali      | Semifinali      | Finale          | Finale          | Classifica      |
| Atleta        | Evento  | Avver.       | Punt.            | Avver.          | Punt.           | Avver.          | Punt.           | Avver.           | Punt.            | Avver.          | Punt.           | Avver.          | Punt.           | Classifica      |
| ------------- | ------- | ------------ | ---------------- | --------------- | --------------- | --------------- | --------------- | ---------------- | ---------------- | --------------- | --------------- | --------------- | --------------- | --------------- |
| Tamira Paszek | Singolo | Alizé Cornet | P 2-0 (6-7, 4-6) | Non qualificata | Non qualificata | Non qualificata | Non qualificata | Non qualificata  | Non qualificata  | Non qualificata | Non qualificata | Non qualificata | Non qualificata | Non qualificata |

Misti
| Atleta                      | Evento | 64-esimi | 64-esimi | 32-esimi | 32-esimi | 16-esimi | 16-esimi | Quarti di finale | Quarti di finale | Semifinali | Semifinali | Finale | Finale | Classifica |
| Atleta                      | Evento | Avver.   | Punt.    | Avver.   | Punt.    | Avver.   | Punt.    | Avver.           | Punt.            | Avver.     | Punt.      | Avver. | Punt.  | Classifica |
| --------------------------- | ------ | -------- | -------- | -------- | -------- | -------- | -------- | ---------------- | ---------------- | ---------- | ---------- | ------ | ------ | ---------- |
| Jürgen Melzer Tamira Paszek | misto  |          |          |          |          |          |          |                  |                  |            |            |        |        |            |

## Tennistavolo
Maschile
| Atleta                                     | Evento  | Preliminari          | Round 1                      | Round 2                     | Round 3                        | Round 4              | Quarti di finale     | Semifinale           | Finale               |
| Atleta                                     | Evento  | Avversario Risultato | Avversario Risultato         | Avversario Risultato        | Avversario Risultato           | Avversario Risultato | Avversario Risultato | Avversario Risultato | Avversario Risultato |
| ------------------------------------------ | ------- | -------------------- | ---------------------------- | --------------------------- | ------------------------------ | -------------------- | -------------------- | -------------------- | -------------------- |
| Weixing Chen                               | Singolo |                      | Oleksandr Didukh (UKR) V 4-0 | Adrien Mattenet (FRA) V 4-0 | Dimitrij Ovtcharov (GER) P 0-4 | Non qualificato      | Non qualificato      | Non qualificato      | Non qualificato      |
| Werner Schlager                            | Singolo |                      | Mihai Bobocica (ITA) V 4-2   | Wang Hao (CHN) P 1-4        | Non qualificato                | Non qualificato      | Non qualificato      | Non qualificato      | Non qualificato      |
| Weixing Chen Robert Gardos Werner Schlager | Doppio  |                      |                              |                             |                                | Egitto (bandiera)    |                      |                      |                      |

Femminile
| Atleta                           | Evento  | Preliminari          | Round 1                         | Round 2                     | Round 3              | Round 4              | Quarti di finale     | Semifinale           | Finale               |
| Atleta                           | Evento  | Avversario Risultato | Avversario Risultato            | Avversario Risultato        | Avversario Risultato | Avversario Risultato | Avversario Risultato | Avversario Risultato | Avversario Risultato |
| -------------------------------- | ------- | -------------------- | ------------------------------- | --------------------------- | -------------------- | -------------------- | -------------------- | -------------------- | -------------------- |
| Jia Liu                          | Singolo |                      | Alexandra Privalova (BLR) V 4-2 | Kim Kyung-Ah (KOR) P 1-4    | Non qualificata      | Non qualificata      | Non qualificata      | Non qualificata      | Non qualificata      |
| Li Qianbing                      | Singolo |                      | Zhang Mo (CAN) V 4-0            | Kasumi Ishikawa (JPN) P 2-4 | Non qualificata      | Non qualificata      | Non qualificata      | Non qualificata      | Non qualificata      |
| Jia Liu Li Qianbing Amelie Solja | Doppio  |                      |                                 |                             |                      | Hong Kong (bandiera) |                      |                      |                      |

## Tiro a segno/volo
Maschile
| Atleta              | Evento                      | Qualificazione | Qualificazione | Finale    | Finale     | Classifica |
| Atleta              | Evento                      | Punteggio      | Classifica     | Punteggio | Classifica | Classifica |
| ------------------- | --------------------------- | -------------- | -------------- | --------- | ---------- | ---------- |
| Thomas Famik        | Carabina 10m aria compressa |                |                |           |            |            |
| Thomas Famik        | Carabina 50m a terra        |                |                |           |            |            |
| Thomas Famik        | Carabina 50m 3 posizioni    |                |                |           |            |            |
| Christian Planer    | Carabina 10m aria compressa |                |                |           |            |            |
| Christian Planer    | Carabina 50m a terra        |                |                |           |            |            |
| Christian Planer    | Carabina 50m 3 posizioni    |                |                |           |            |            |
| Andreas Scherhaufer | Trap                        |                |                |           |            |            |

Femminile
| Atleta              | Evento                      | Qualificazione | Qualificazione | Finale    | Finale     | Classifica |
| Atleta              | Evento                      | Punteggio      | Classifica     | Punteggio | Classifica | Classifica |
| ------------------- | --------------------------- | -------------- | -------------- | --------- | ---------- | ---------- |
| Stephanie Obermoser | Carabina 10m aria compressa |                |                |           |            |            |
| Stephanie Obermoser | Carabina 50m 3 posizioni    |                |                |           |            |            |

## Triathlon
Maschile
| Atleta           | Evento      | Nuoto | Ciclismo | Corsa | Totale | Classifica |
| ---------------- | ----------- | ----- | -------- | ----- | ------ | ---------- |
| Andreas Giglmayr | Individuale |       |          |       |        |            |

Femminile
| Atleta        | Evento      | Nuoto | Ciclismo | Corsa | Totale | Classifica |
| ------------- | ----------- | ----- | -------- | ----- | ------ | ---------- |
| Lisa Perterer | Individuale |       |          |       |        |            |

## Vela
Maschile
| Atleta                               | Evento | Regata | Regata | Regata | Regata | Regata | Regata | Regata | Regata | Regata | Regata | Regata | Punteggio | Classifica |
| Atleta                               | Evento | 1      | 2      | 3      | 4      | 5      | 6      | 7      | 8      | 9      | 10     | 11     | Punteggio | Classifica |
| ------------------------------------ | ------ | ------ | ------ | ------ | ------ | ------ | ------ | ------ | ------ | ------ | ------ | ------ | --------- | ---------- |
| Andreas Geritzer                     | Laser  |        |        |        |        |        |        |        |        |        |        |        |           |            |
| Florian Raudaschl                    | Finn   |        |        |        |        |        |        |        |        |        |        |        |           |            |
| Florian Reichstädter Matthias Schmid | 470    |        |        |        |        |        |        |        |        |        |        |        |           |            |

Femminile
| Atlete                        | Evento | Regata | Regata | Regata | Regata | Regata | Regata | Regata | Regata | Regata | Regata | Regata | Punteggio | Classifica |
| Atlete                        | Evento | 1      | 2      | 3      | 4      | 5      | 6      | 7      | 8      | 9      | 10     | 11     | Punteggio | Classifica |
| ----------------------------- | ------ | ------ | ------ | ------ | ------ | ------ | ------ | ------ | ------ | ------ | ------ | ------ | --------- | ---------- |
| Eva-Maria Schimak Lara Vadlau | 470    |        |        |        |        |        |        |        |        |        |        |        |           |            |

Misti
| Atleti                          | Evento | Regate | Regate | Regate | Regate | Regate | Regate | Regate | Regate | Regate | Regate | Regate | Regate | Regate | Regate | Regate | Regate | Punteggio | Classifica |
| Atleti                          | Evento | 1      | 2      | 3      | 4      | 5      | 6      | 7      | 8      | 9      | 10     | 11     | 12     | 13     | 14     | 15     | 16     | Punteggio | Classifica |
| ------------------------------- | ------ | ------ | ------ | ------ | ------ | ------ | ------ | ------ | ------ | ------ | ------ | ------ | ------ | ------ | ------ | ------ | ------ | --------- | ---------- |
| Nico Delle-Karth Nikolaus Resch | 49er   |        |        |        |        |        |        |        |        |        |        |        |        |        |        |        |        |           |            |